# Сімеон Сімеонов
Сімеон Іванов Сімеонов (болг. Симеон Иванов Симеонов, 26 березня 1946, Софія — 2 листопада 2000, Софія) — болгарський футболіст, що грав на позиції воротаря.
Виступав здебільшого за клуб «Славія» (Софія). Був гравцем національної збірної Болгарії, у складі якої був учасником трьох чемпіонатів світу (у 1966, 1970 та 1974 роках).

## Клубна кар'єра
У дорослому футболі дебютував 1964 року виступами за команду клубу «Славія» (Софія), в якій провів дев'ять сезонів. 1968 року був визнаний футболістом року в Болгарії.
1973 року перейшов до клубу ЦСКА (Софія), за який відіграв 1 сезон.  Завершив професійну кар'єру футболіста виступами за команду ЦСКА (Софія) у 1974 році.
Помер 2 листопада 2000 року на 55-му році життя у Софії.

## Виступи за збірну
1964 року дебютував в офіційних матчах у складі національної збірної Болгарії. Протягом кар'єри у національній команді, яка тривала 11 років, провів у формі головної команди країни 34 матчі.
У складі збірної був учасником чемпіонату світу 1966 року в Англії (взяв участь в одній грі групового етапу, в якій пропустив три голи), чемпіонату світу 1970 року у Мексиці (захищав ворота болгарів у двох програних матчах групового етапу, пропустивши загалом вісім голів), а також чемпіонату світу 1974 року у ФРН (був резервним голкіпером, на поле не виходив).